# Мейснер, Альфред
Альфред Мейснер (нем. Alfred Meißner; 15 октября 1822, Теплице — 29 мая 1885, Брегенц) — австрийский писатель и поэт, внук писателя Августа Готтлиба Мейснера.

## Биография
Родился в семье курортного врача, жил в Теплице и Карловых Варах, в 1835 году окончил гимназию, с 1840 года изучал медицину в Карловом университете. 2 июня 1846 года получил степень доктора медицины. Ещё в студенческие годы заинтересовался как литературой, так и политикой; придерживался либеральных взглядов. После завершения образования некоторое время практиковал в Праге как врач, но затем решил стать свободным литератором. В 1846 году переехал в Лейпциг, где по причине слабой цензуры оседали многие австрийские эмигранты. В период жизни в Лейпциге неоднократно посещал Дрезден, в 1847 году десять месяцев прожил в Париже, во время революционных событий 1848 года находился во Франкфурте. В 1849 году вновь уехал в Париж, в 1850 году в Лондон, затем вернулся в Прагу. После смерти своего богатого отца в 1869 году унаследовал имение в Брегенце, где прожил до конца жизни. В 1884 году, за год до смерти, был возведён в баварское дворянство и получил орден за достижения в науке и искусстве.
В поэме «Ziska» (1846, 12-е издание —1884; есть русский перевод В. Г. Бенедиктова) поддержал чешскую оппозицию против германизма. В 1849 году издал «Revolutionäre Studien aus Pans». Романы Мейснера, в том числе «Sansara» (3 издания, 1861), «Neuer Adel» (1861), «Schwarzgelb» (1862; перевод на русский язык под заглавием «Чёрно-желтое знамя», 1869), «Babel» (1867), «Die Kinder Roms» (1870), «Die Bildhauer von Worms» (1874) и «Norbert Norson» (1883), согласно оценке ЭСБЕ, «в культурно-историческом отношении весьма интересны, полны неподдельного юмора и написаны ярко». Писал также драмы: «Das Weib des Urias» (1858), «Reginald Armstrong» (1853) и «Der Prätendent von York» (1857), но эта часть его творчества оценивалась менее высоко.
В 1890 году некто Франц Гедрих (Hedrich) заявил претензию на авторство нескольких романов Мейснера; дело это было недостаточно разъяснено; во всяком случае, Гедрих был по меньшей мере сотрудником Мейснера. «Gesammelte Schriften» его авторства вышли в Лейпциге в 1871—1873 годах в 18 томах, «Dichtungen» — в 1884 г. После его смерти был напечатан сборник его статей под заглавием: «Mosaik» (1886). Автобиография Мейснера — «Geschichte meines Lebens» (1884).